# Anomala osmanlis
Anomala osmanlis es una especie de escarabajo del género Anomala, familia Scarabaeidae. Fue descrita científicamente por Blanchard en 1850.
Esta especie se encuentra en varios países del continente asiático. 